# Donga (Nigeria)
Pour les articles homonymes, voir Donga.
Donga est une zone de gouvernement local de l'État de Taraba au Nigeria,.

## Source
- (en) Cet article est partiellement ou en totalité issu de l’article de Wikipédia en anglais intitulé « Donga, Nigeria » (voir la liste des auteurs).